# Wachter (spoorwegen)

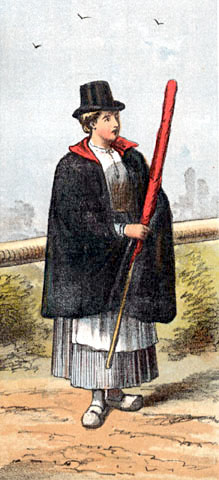
Overwegwachteres, eind 19e eeuw

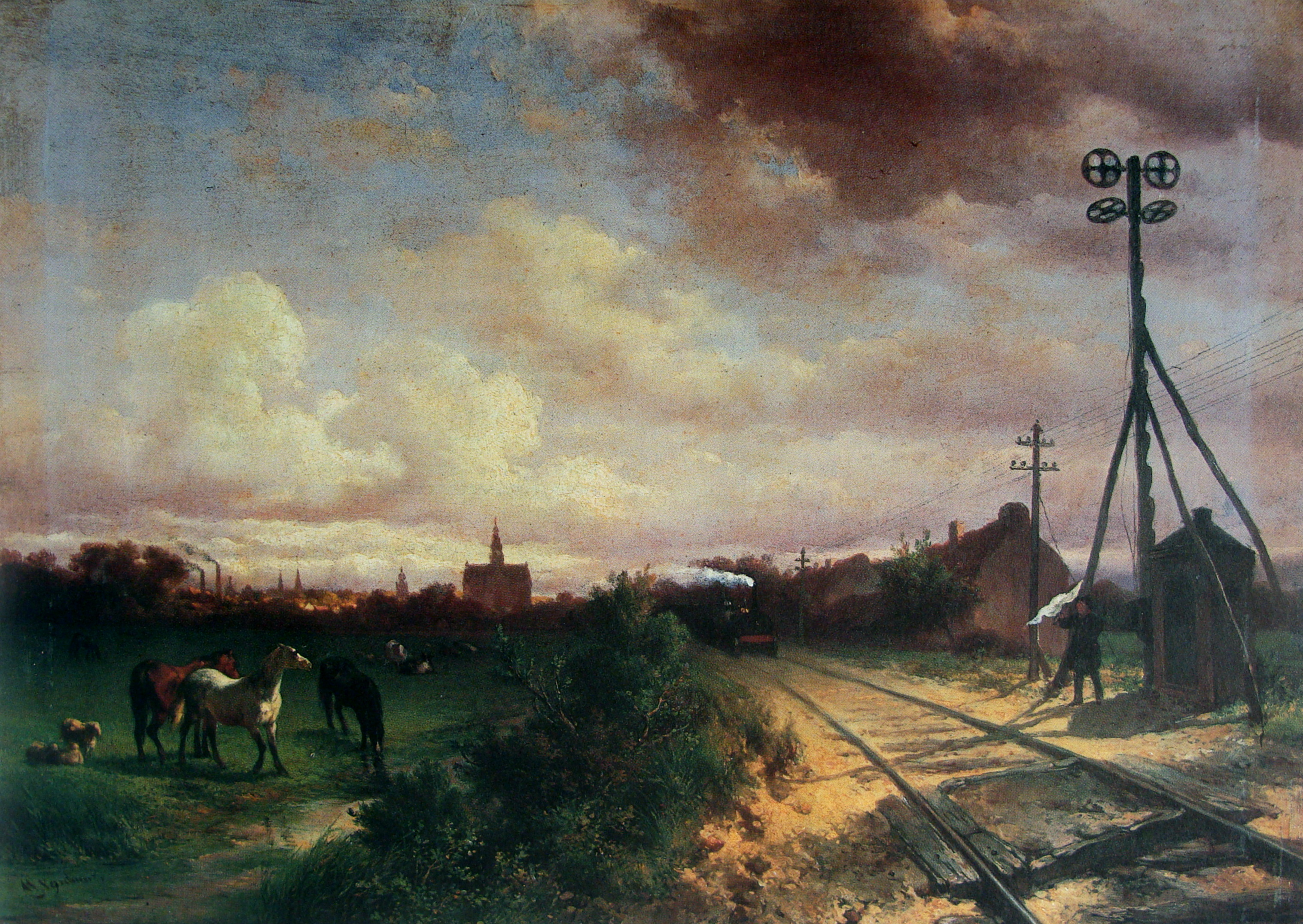
Een semafoor en een wachter aan de spoorweg van Amsterdam naar Haarlem. De wachter toont de witte vlag ten teken dat het spoor veilig is. Schilderij van Wouterus Verschuur, ca. 1845.

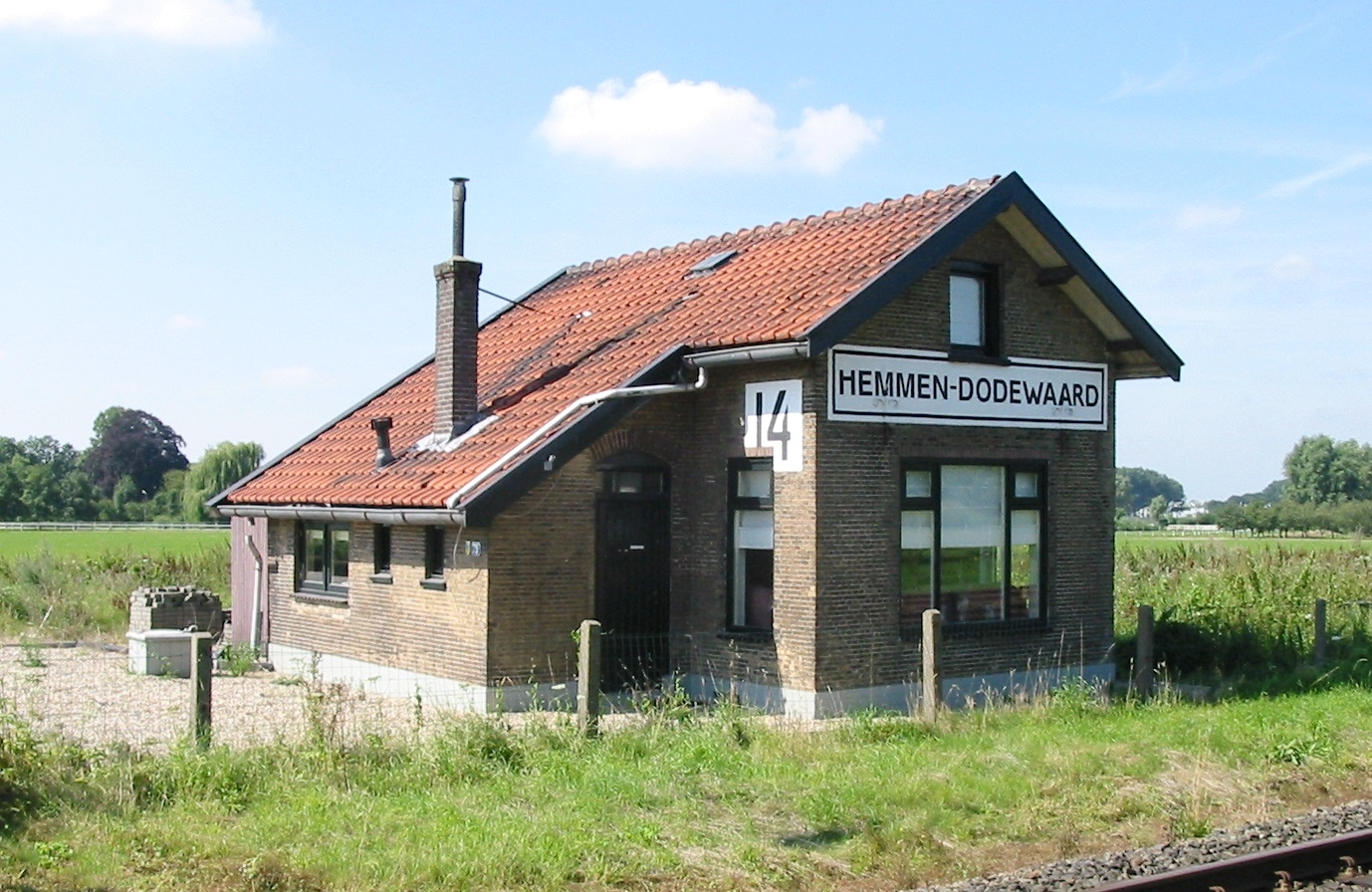
Een baanwachterswoning of wachtpost in Hemmen

Een wachter is bij de spoorwegen, en ook wel bij tramwegen, verantwoordelijk voor een deel van de bewaking en beveiliging van een spoorweg. Het gaat daarbij om het bedienen van spoorbomen, seinen, wissels en bruggen. Een wachter was vaak ook verantwoordelijk voor het inspecteren of schouwen van het spoor, een sein, een brug, enzovoorts.
In Nederland zijn er nog steeds overwegwachters. Ze zijn onder meer verantwoordelijk voor het op afstand bedienen van de lichten en spoorbomen van overwegen met “elektrisch bediende overwegbomen”. Ze zetten het sein op groen als de overweg ontruimd en afgesloten is. Ook brugwachters bestaan nog steeds.

## Geschiedenis in Nederland
Al bij de eerste spoorwegen is er sprake van wachters die op de vrije baan de veilige doortocht van de treinen bewaken. Zo had de spoorweg van Amsterdam naar Haarlem, de eerste spoorweg in Nederland, langs de baan wachters die met vlaggen (bij nacht met lantaarns) aan de machinisten doorgaven of het volgende stuk spoorweg veilig bereden kon worden. Daarnaast waren er brugwachters bij de beweegbare bruggen, en wisselwachters bij de wisselplaatsen.
Communicatie tussen wachtposten vond aanvankelijk plaats met een optische telegraaf. Later werden elektrische telegraafinrichtingen aangelegd, en andere communicatielijnen. Vanaf toen kon op elektrische wijze werden gecommuniceerd, in de eenvoudigste vorm door bij de volgende post een bel te laten luiden ten teken dat een trein in aantocht was (een kloksein). Later kon men per telefoon communiceren.
Wachters langs de vrije baan woonden vaak met hun gezin in een dienstwoning naast de spoorweg, een baanwachterswoning of spoorweghuisje. Soms konden zij een strook grond langs de spoorbaan gebruiken als moestuin en voor het houden van een beperkt aantal stuks vee. Dat vulde hun karige inkomen enigszins aan.
Bij de Nederlandsche Rhijnspoorweg-Maatschappij (NRS) waren de diensttijden in de jaren zestig en zeventig van de negentiende eeuw zo lang dat door vermoeidheid ongevallen en bijna-ongevallen ontstonden. Omdat wachters vaak de laatste trein moesten afwachten kwam het voor dat hun dienst zo ver uitliep dat hij aansloot op de dienst van de vorige dag. Bij een incident werd een dienst van 43½ uur opgetekend, en gedurende een periode van acht weken een gemiddelde rusttijd van maar iets meer dan vierenhalf uur. Rond de overgang naar de twintigste eeuw zijn dagen van zestien uur nog heel gewoon en worden er nog steeds veel en hoge boetes en straffen opgelegd. De spoorwegstakingen van 1903 breken uit, wat tot het stakingsverbod voor ambtenaren en spoorwegpersoneel leidt.
In de tweede helft van de twintigste eeuw verdwenen veel wachters omdat de beveiliging steeds verder werd geautomatiseerd en gecentraliseerd. De meeste overwegen werden automatisch beveiligd, de bediening van seinen ter plaatse verdween, en ook de seinhuizen werden verder gecentraliseerd tot verkeersleidingsposten. De laatste seinwachter bleef tot in de jaren 1970 actief.
De meeste baanwachterswoningen zijn inmiddels gesloopt omdat ze, naar de moderne eisen, te klein zijn of te dicht bij het spoor liggen. Er zijn nog enkele exemplaren bewaard.

## Wachters en hun taken
Wachters voeren niet allemaal dezelfde taak uit en de naam van zijn functie varieert met de maatschappij waarvoor de wachter werkt, de tijd waarin hij werkt en de taken die hij uitvoert. Om een indruk te geven: de Staatsspoorwegen in Nederland kenden rond 1890 in ieder geval de functies (hoofd)brugwachter, seinwachter, blokwachter, telegraafwachter, aansluitingswachter, wisselwachter en stationswachter. De HSM kende in die tijd in ieder geval blokwachters, brugwachters, wegwachters en seinwachters. Het bedienen van seinen en wissels is tegenwoordig in hoge mate gecentraliseerd. Medewerkers die vanuit centrale posten seinen en wissels bedienen worden nu treindienstleiders genoemd.

#### Baanwachter
Baanwachter is een algemene aanduiding voor wachters langs de vrije baan, zoals blokwachters en overwegwachters. Baanwachters hadden vaak ook de taak om de spoorbaan te inspecteren.

#### Blokwachter
Het blokstelsel werd ingevoerd om treinen dichter op elkaar te kunnen laten rijden zonder de veiligheid in gevaar te brengen. De spoorweg werd daartoe verdeeld in blokken van enkele kilometers lengte. In ieder blok mag maar één trein tegelijk aanwezig zijn. Bij de grens tussen de blokken werden blokposten ingericht, waar een blokwachter de naastliggende blokken bewaakte en seinen bediende die toegang tot het blok geven.

#### Brugwachter
Bij de spoorwegen was een brugwachter verantwoordelijk voor het openen en sluiten van beweegbare spoorbruggen en voor het bedienen de bijbehorende seinen voor het spoorverkeer. Later gebeurde dat laatste indirect. De seinen worden vanuit een centrale post bediend, maar de seinen kunnen pas op veilig worden gezet nadat de brugwachter aangeeft dat de brug weer gesloten is. Omgekeerd kan de brugwachter de brug niet openen voordat de verkeersleiding daar toestemming voor heeft gegeven.
Brugwachters zijn ook bekend bij het wegverkeer, meer nog dan bij het spoorverkeer.

#### Overwegwachter
De overwegwachter werd vroeger ook wel wegwachter of barrièrewachter genoemd. Hij of zij was verantwoordelijk voor de bediening van overwegen en het waarschuwen van het wegverkeer. De spoorweg diende volledig afgesloten te zijn van de openbare weg. Overwegwachters sloten de hekken of slagbomen als er een trein in aantocht was. Vaak was de overwegwachter tevens blokwachter. Sinds 1867 mochten vrouwen landelijke overwegen bewaken.
Vaak kruist een spoorlijn niet alleen een weg maar ook een water, en dan kan de overwegwachter ook brugwachter zijn.

#### Seinwachter of seinhuiswachter
Een seinwachter of seinhuiswachter was verantwoordelijk voor het bedienen van seinen en soms ook van wissels. Vanuit een seinhuis kon de seinwachter met een hendel de wissels in de juiste stand zetten en de seinen op veilig zetten. Met een bel attendeerde hij de volgende seinwachter of blokwachter erop dat vanuit zijn richting een trein kwam. Vertragingen werden per telefoon doorgegeven.
Op een klein station kan het voorkomen dat de seinwachter ook voor de kaartverkoop zorgt. Het stationsgebouw dient dan ook als seinhuis.

#### Aansluitingswachter
De aansluitingswachter was verantwoordelijk voor de bediening en beveiliging van een aansluiting.

#### Tunnelwachter
Tunnelwachters beveiligen en inspecteren een tunnel.